# Río Portneuf

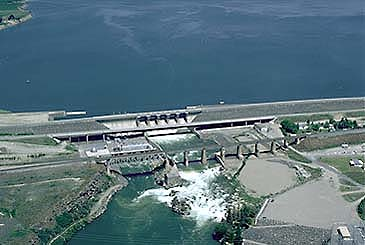
El embalse American Falls en el río Snake, donde desagua el Portneuf.

El río Portneuf (en inglés Portneuf River; según el francés, «port neuf», que en español significa, «río Puerto Nuevo») es un corto río del Oeste de los Estados Unidos, uno de los afluentes del curso alto del río Snake, a su vez afluente del río Columbia. Tiene una longitud aproximada de unos 154 km. Administrativamente, el río discurre por el sureste del estado de Idaho.

## Geografía
El río Portneuf nace en la esquina sureste del estado de Idaho, en el oeste del Condado de Caribou, en una zona montañosa dentro de la reserva India de Fort Hall, no lejos del manantial Mud Spring, aproximadamente a 40 km al este de la ciudad de Pocatello (51.466 hab. en 2000). El río discurre primero durante un corto tramo hacia el Sureste y enseguida vira hacia el Sur, para llegar a la única zona en que está represado, la del embalse Portneuf. Entra aquí el río en un amplio valle, bordeado al este por la cordillera Chesterfield («Chesterfield Range») y al oeste por la cordillera Portneuf («Portneuf Range»). 
El río sigue dirección Sur, pasando a menos de 3 km al este de la localidad de Chesterfield. Luego el río bordea por su vertiente oriental la cordillera Portneuf y abandona el valle por su lado occidental, entrando en un estrecho valle que atraviesa la zona montañosa de la cordillera (un valle por el que también discurre el ferrocarril Old US-30 N). A mitad del valle entra en el condado de Bannock y luego llega a la localidad de Lava Hot Spring (521 hab.), donde el río recibe por la izquierda al arroyo Fish. Luego vira hacia el Oeste, un corto tramo hasta llegar a McCammon (805 hab.) (en este tramo, además del ferrocarril, recorre el valle también la autopista US Route 30).
Vuelve el río a cambiar de rumbo, dirigiéndose hacia el Norte y entra en un nuevo valle, limitado al oeste por la cordillera Bannock («Bannock Range») y al oeste por la vertiente occidental de la cordillera Portneuf. El río entra en un tramo en que todo el fondo del valle forma el Parque Estatal Indian Rock («Indian Rocks State Park») y en el que discurre paralelo por el este a su principal afluente, el arroyo Marsh, al que finalmente se une antes de llegar a Inkom (738 hab.) (en este tramo por el valle se unen dos nuevas carreteras, la autopista US Route 91 y la carretera interestatal I-15).
En Inkom vira al oeste y tras pasar por Portneuf, de nuevo vira y se encamina al noroeste, hasta llegar a  la ciudad de Pocatello, la más importante de todo su curso. Sigue aguas abajo, atravesando el centro de Pocatello, y tras bordear el extremo septentrional de la cordillera Bannock, el río entra ya en el valle del río Snake. En este último y corto tramo final el río forma la frontera natural entre los condados de Bannock (este) y Power (oeste), hasta desaguar en el río Snake, en la orilla noreste del embalse American Falls, aproximadamente a unos 16 km al noroeste de Pocatello, y no lejos del emplazamiento del antiguo Fort Hall (unos 13 km al noreste).
El río drena un valle agrícola y ganadero en las montañas al suroeste de la llanura del Río Snake («Snake River Plain»), cerca de la frontera de Utah. El río es parte de la cuenca del río Columbia. 

### Cuenca hidrográfica y caudal
La cuenca hidrográfica del río Portneuf tiene un área de aproximadamente 3442 km².
Su descarga media anual, medida en la estación del Servicio Geológico de Estados Unidos (USGS) en Tyhee (ref. 13075910, río Portneuf en Tyhee, ID), es de 11,8 m³/s, con un máximo diario registrado de 49,0 m³/s, y un mínimo de 0,906 m³/s.

## Historia
La región del río Portneuf estuvo habitada por los pueblos bannock y shoshone desde varios siglos antes de la llegada de los europeos a la zona a principios del siglo XIX. El río Portneuf recibió su nombre en algún momento antes de 1821 y fue nombrado por los tramperos y comerciantes franco-canadienses que trabajaban para la compañía de pieles North West Company, con sede en Montreal.
En 1834, Nathaniel Jarvis Wyeth, un comerciante de pieles estadounidense, estableció en Fort Hall un puesto comercial, que más tarde, en 1837, fue adquirido por la Compañía de la Bahía de Hudson. El valle del río Portneuf era una de las etapas que seguían las históricas rutas de migración al oeste, la ruta de Oregón y la ruta de California, y Fort hall se convirtió en una de las paradas más importantes, donde se separaban ambas rutas. 
El descubrimiento de oro en Idaho en 1860 trajo la primera gran oleada de colonos estadounidenses a la región. El Valle del Portneuf se convirtió en una etapa importante ruta para el transporte de personas y mercancías. En 1877 el valle fue utilizado para el tendido del ferrocarril «Utah and Northern Railway», el primer ferrocarril construido en Idaho.  Después de la fiebre del oro disminuyó el tránsito por el valle y la región empezó a atraer a ganaderos y agricultores. En 1882, aparecieron en Pocatello las primeras viviendas y un incipiente desarrollo comercial .